# Ptolemeusz Apion
Ptolemeusz Apion stgr. Πτολεμαῖος Ἀπίων Ptolemaios Apion (zm. 96 p.n.e.) – ostatni grecki władca Cyrenajki, który na mocy testamentu przekazał swoje państwo Rzymowi.
Apion był nieślubnym synem Ptolemeusza VIII (Fyskona) i Egipcjanki Irene (według Józefa Flawiusza zwana również Ithaką). Nałożnicę łączyło z królem głębokie uczucie, co sprawiało, iż miała ona na niego bardzo silny wpływ (Przeciw Apionowi II.48). Tłumaczyć by to mogło fakt, iż pomimo swojego nieprawego pochodzenia po śmierci ojca (116 p.n.e.) Apion odziedziczył Cyrenajkę i przejął ją bez protestów ze strony rodzeństwa. Niewiele wiadomo o jego rządach, poza faktem, iż w testamencie przekazał swoje władztwo Rzymowi (zmarł w 96 p.n.e.).
Senat początkowo legatu nie przyjął ogłaszając miasta Cyrenajki wolnymi. Stała się ona rzymską prowincją dopiero w 74 p.n.e.